# Виналии
Виналии — в Древнем Риме празднества сбора винограда и виноделия (23 апреля и 19 августа). Связаны с культом Юпитера и Венеры.
Практиковавшиеся во время празднования обряды состояли в том, что новое вино выливалось на землю у храма Венеры, и приносились жертвы Юпитеру. Предание относило установление этого праздника ко временам основания Рима, когда Эней, а по другой версии — Асканий, ведя войну с царем этрусским Мезенцием, дал обет Юпитеру посвятить ему сбор винограда за этот год во всем Лациуме и одержал победу над врагом.